# Pfarrkirche Obertilliach

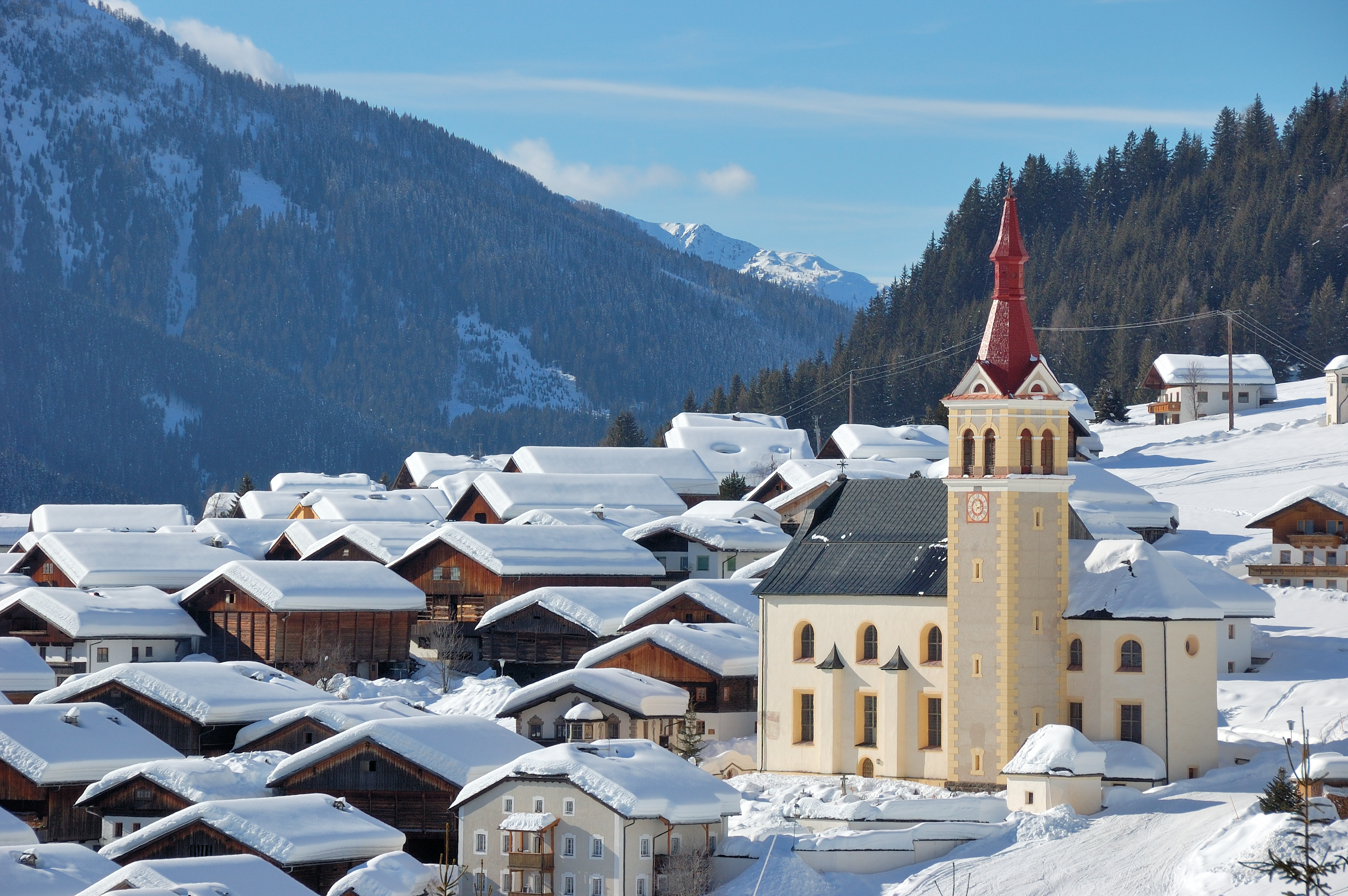
Katholische Pfarrkirche hl. Ulrich in Obertilliach

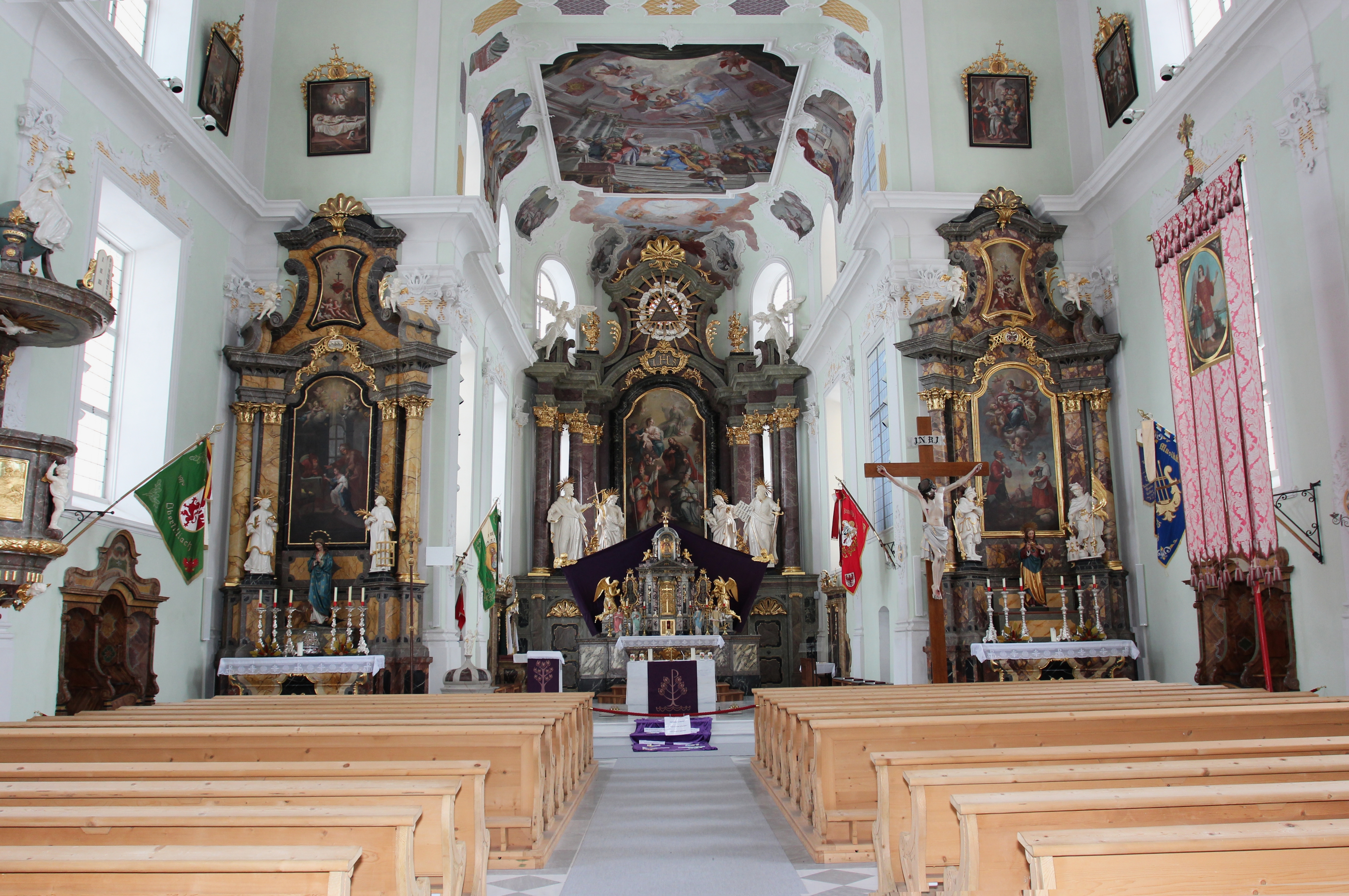
Langhaus, Blick zum Chor

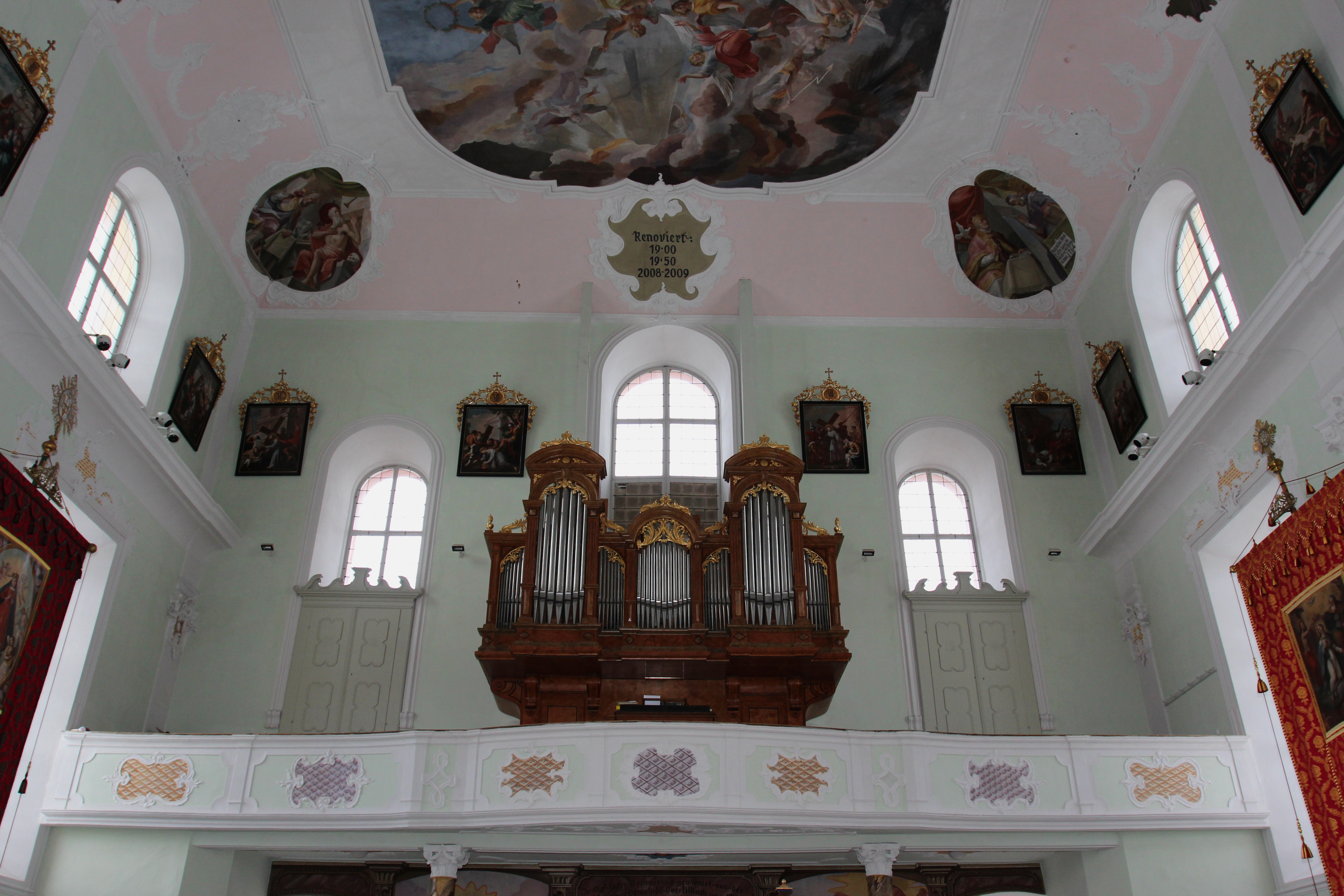
Langhaus, Blick zur Orgelempore

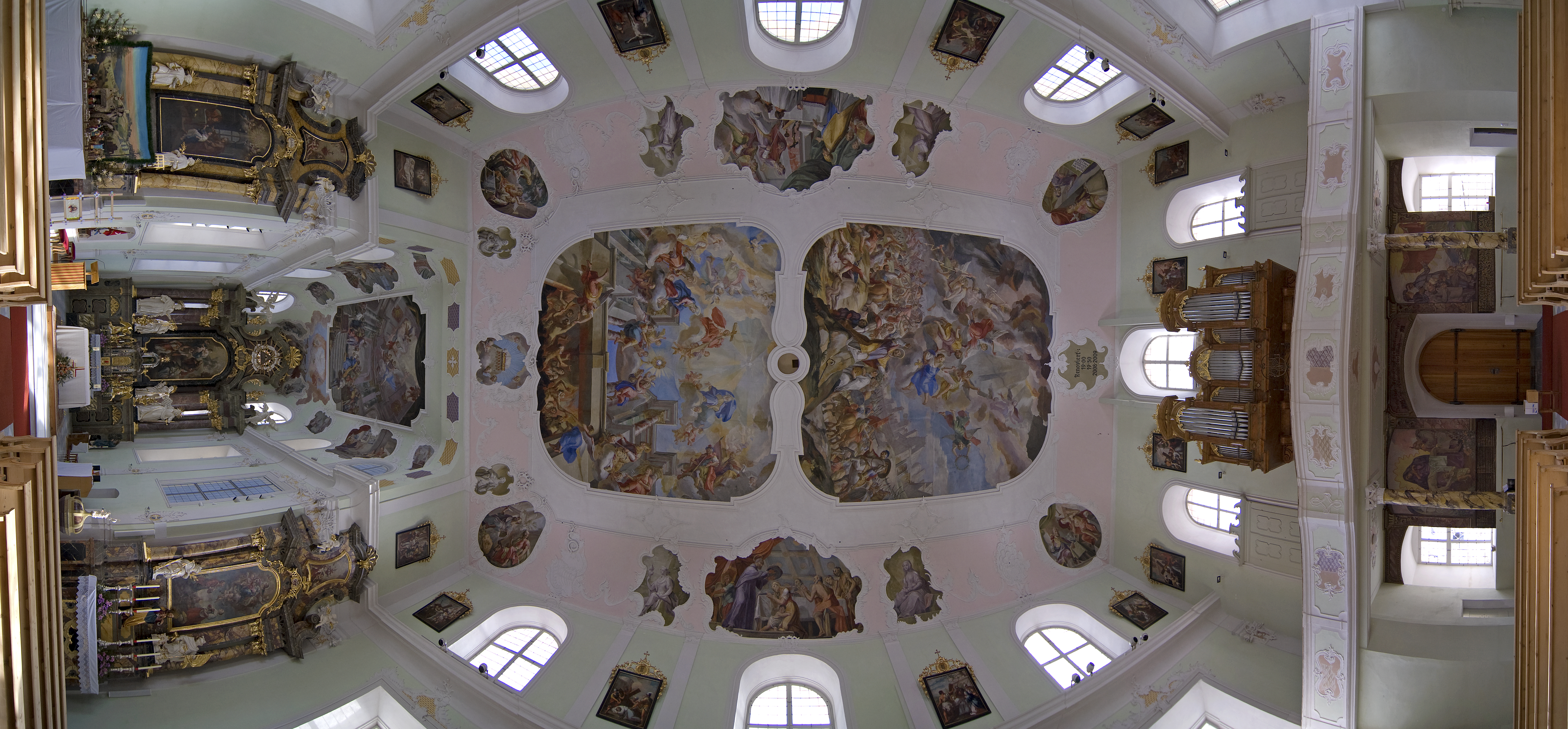
Deckenmalereien

Die römisch-katholische Pfarrkirche Obertilliach steht an dominierender Stelle in leichter Hanglage am Dorfrand der Gemeinde Obertilliach im Bezirk Lienz im Bundesland Tirol. Die dem Patrozinium hl. Ulrich von Augsburg unterstellte Pfarrkirche gehört zum Dekanat Sillian in der Diözese Innsbruck. Die Kirche steht unter Denkmalschutz (Listeneintrag).

## Geschichte
Urkundlich nach 1365 eine Kuratie wurde die Kirche 1891 zur Pfarrkirche erhoben. Die ehemalige Wallfahrtskirche mit einer Tabernakelmuttergottes, einer Kopie der Waldauf-Madonna in Hall in Tirol – 1735 nach Obertilliach gebracht, hatte im 18. Jahrhundert den Höhepunkt der Wallfahrt. Der Kirchenneubau erfolgte von 1762 bis 1764 nach den Plänen des Pfarrers und Architekten Franz de Paula Penz. Der gotische Turm wurde von 1890 bis 1893 durch einen Neubau ersetzt. Die Kirche wurde 1952 restauriert.

## Architektur
Der barocke Saalbau mit einem Turm ist von einem Friedhof mit einer Umfassungsmauer umgeben.
Das Kirchenäußere zeigt ein Langhaus mit Strebepfeilern und einen Chor mit einem polygonalen Schluss unter einem steilen Satteldach, der Sockel umläuft die gesamte Kirche. Die Hauptfront hat einen steilen geschwungenen Giebel. Die Fassaden zeigen eine Architekturmalerei mit Säulen, Gebälk und Fensterumrahmungen. Der Turm steht im Südostecke beim Langhaus und Chor, er hat gekoppelte Schallfenster, Dreieckgiebel und trägt einen Spitzhelm.
Das Kircheninnere zeigt ein einschiffiges weites Langhaus und einen eingezogenen verhältnismäßig langen Chor mit einem Dreiachtelschluss. Langhaus und Chor haben ein umlaufendes Gesims über flachen Pilastern mit stuckierten Halbkapitellen, auf dem Gesims sitzen wiederum flache Pilaster auf, darüber ist eine leichte Wölbung angesetzt, die zur flachen Decke überleitet. Die Kirche hat Viereckfenster und über dem Gesims hohe Rundbogenfenster. Die Empore mit einer geschwungenen Brüstung steht auf Säulen.
Die Deckenfresken malten Anton Zoller und Josef Anton Zoller 1764, im Chor Christus verteilt die Kommunion, über dem Altar Heiliggeisttaube mit Engeln, in Stuckkartuschen neben zwei szenischen Bildern verschiedene Symboldarstellungen aus dem Alten Testament, im Langhaus Anbetung des Allerheiligsten, hl. Ulrich in der Schlacht am Lechfeld, weiters zwei Szenen aus der Ulrichslegende, Evangelisten und Kirchenlehrer, Symboldarstellungen von Stärke, Glaube, Hoffnung, Liebe, Allegorien mit Lamm Gottes, Auge Gottes und Buch mit den sieben Siegeln, und an der Westseite Chorogramm 1764.

## Einrichtung
Die Altäre entstanden um 1765.
Der Hochaltar mit einem gewaltigen Aufbau mit weit vorgezogenen Säulenstellungen hat ein Gebälk mit Engelsfiguren und einen geschwungenen Aufsatz, er zeigt das Hochaltarbild Maria mit den Heiligen Jakobus, Ulrich, Martin vom Maler Johann Mitterwurzer und trägt die Statuen der Heiligen Petrus, Johannes der Täufer, Josef, Paulus. Den Tabernakel schuf der Tischler Josef Stauder um 1835, darüber befindet sich das Gnadenbild Tabernakelmuttergottes.
Die Seitenaltäre mit gleichem Aufbau zeigen Bilder von Anton Zoller, links das Bild der Heiligen Joachim, Anna und Maria und rechts das Bild der Heiligen Isidor und Notburga, die Altäre tragen links die Statuen der Heiligen Stephanus und Laurentius und rechts die Statuen der Heiligen Demetrius und Florian.
Unter der Empore befindet sich ein Kriegerdenkmal mit Malereien von Toni Kirchmayr 1926.
Die Orgel baute Franz Reinisch II. 1904. Die Wetterglocke goss Lukas Graßmayr 1688.